# نوبوکو اوتاوا
نوبوکو اوتاوا (به ژاپنی: 乙羽 信子) ‏ (۱۹۲۴-۱۹۹۴) بازیگر ژاپنی بود که در بین سالهای ۱۹۵۰ تا ۱۹۹۴ میلادی در ۱۳۴ فیلم مختلف، ایفای نقش کرد. او به عنوان ستاره در فیلم «ماجرای یک همسر محبوب» حاضر شد و مورد علاقهٔ کارگردان آن فیلم، کانه‌تو شیندو واقع گشت و در نهایت در سال ۱۹۷۷، پس از طلاق گرفتن و مرگ همسر سابق شیندو، با او ازدواج نمود. پس از مرگ او، جایزهٔ بهترین بازیگر زن نقش مکمل از طرف آکادمی فیلم ژاپن، به خاطر ایفای نقش در فیلم «آخرین وصیتنامه» که در جریان تولید آن سرطان کبد اوتاوا تشخیص داده شده بود، به او اختصاص داده شد.

## فیلم‌شناسی
- ماجرای گنجی (۱۹۵۱)
- دوشیزه اویو (۱۹۵۱)
- ماجرای یک همسر محبوب (۱۹۵۱)
- بهمن (۱۹۵۲)
- کودکان هیروشیما (۱۹۵۲)
- خلاصه (۱۹۵۳)
- زندگی یک زن (۱۹۵۳)
- دوبو (۱۹۵۴)
- اوزاکا نو یادو (۱۹۵۴)
- گرگ (۱۹۵۵)
- شیروگانه شینجو (۱۹۵۶)
- روری نو کیشی (۱۹۵۶)
- یک بازیگر زن (۱۹۵۶)
- اژدهای خوش‌شانس (۵) (۱۹۵۹)
- هانایومه سان وا سه‌کای ایچی (۱۹۵۹)
- جزیرهٔ عریان (۱۹۶۰)
- عشق جاویدان (۱۹۶۱)
- آخرین نبرد (۱۹۶۱)
- نینگن (۱۹۶۲)
- مادر (۱۹۶۳)
- اونیبابا (۱۹۶۴)
- آکوتو (۱۹۶۵)
- جنسیت گمشده (۱۹۶۶)
- کورونکو (۱۹۶۸)
- شیر قرمز (۱۹۶۹)
- امروز زندگی‌کن، فردا بمیر (۱۹۷۰)
- اختناق (۱۹۷۹)
- ادو پورن (۱۹۸۱)
- اوشین (۸۴–۱۹۸۳)
- آخرین وصیتنامه (۱۹۹۵)
- با بازیگر (در نقش خودش که با دوربین صحبت می‌کند) (۲۰۰۰)